# René Pranz
René Pranz (ur. 4 sierpnia 1985 roku w Wiedniu) – austriacki szermierz, florecista, uczestnik Letnich Igrzysk Olimpijskich w Rio de Janeiro oraz Uniwersjady w Kazaniu z 2013 roku.

## Wczesne życie
Urodził się w Wiedniu. Studiował na wydziale ekonomii i prawa na Uniwersytecie w Salzburgu.

## Kariera

### Mistrzostwa Europy
Brał udział w Mistrzostwach Europy w Sheffield w 2007 roku, zajmując siódme miejsce w kategorii indywidualnej floretu.

### Uniwersjada
W 2013 roku brał udział w Uniwersjadzie w Kazaniu w kategorii indywidualnej floretu.

### Igrzyska Olimpijskie
W kwietniu 2016 Pranz pokonał tureckiego szermierza Martino Minuto w finale europejskiego turnieju kwalifikacyjnego. Wynik ten dał mu awans na Letnie Igrzyska Olimpijskie w Rio de Janeiro. W 1/32 turnieju uległ 14/15 Brazylijczykowi Guilherme Toldo. Zmagania zakończył na 33-35 pozycji.